# Маргарита Лайнінгенська
Маргарита Лайнінгенська (нім. Margarita zu Leiningen), повне ім'я Маргарита Ілеана Вікторія Александра Лайнінгенська (нім. Margarita Ileana Viktoria Alexandra Prinzessin zu Leiningen), 9 травня 1932 — 16 червня 1996) — німецька принцеса з дому Лайнінгенів, донька титулярного князя Лайнінгену Карла III та російської княжни Марії Кирилівни Романової, дружина титулярного князя Гогенцоллерна-Зігмарінгена Фрідріха Вільгельма.

## Біографія
Маргарита народилась 9 травня 1932 року у Кобурзі. Була четвертою дитиною та другою донькою в родині титулярного спадкоємного принца князівства Лейнінген Карла та його дружини Марії Романової. Мала старшу сестру Кіру та братів Еміха і Карла. Згодом сімейство поповнилося трьома молодшими дітьми, двоє з яких вижили. Мешкала родина в Аморбаху, де була основна резиденція Лейнінгенів. Також князівському дому належав замок Вальдляйнінген.
Влітку 1939 року батько Маргарити став титулярним князем Лейнінгену. Під час Другої світової війни він служив на флоті. У вересні 1944 року потрапив у радянський полон. Помер у серпні 1946 року в таборі військовополонених під Саранськом. Родина залишилась у скрутних фінансових умовах.
У 19 років Маргарита взяла шлюб із титулярним спадкоємним принцом князівства Гогенцоллерн-Зігмарінген Фрідріхом Вільгельмом. Цивільна церемонія пошлюблення пройшла 5 січня 1951 року в Зігмарінгені. Вінчання відбулося в Аморбаху на 27-й день народження нареченого, 3 лютого 1951 року. Вже за півроку принцеса завагітніла. У жовтні вона дізналася про смерть матері в Мадриді, де та навідувала брата. У квітні 1952 року Маргарита народила первістка. Всього в подружжя було троє синів.
У лютому 1965 року її чоловік став титулярним князем Гогенцоллерна-Зігмарінгена.
16 червня 1996 року принцеса вчинила самогубство. Похована біля церкви Христа Спокутувача у Зігмарінгені.
Фрідріх Вільгельм після смерті дружини усамітнився в заміській садибі Йозефслюст і відкрив замок Зігмаринген для публіки. Більше не одружувався. Пішов з життя 16 вересня 2010 року.

## Родина
Чоловік — Фрідріх Вільгельм
Діти:
- Карл Фрідріх (нар. 1952) — титулярний князь Гогенцоллерна-Зігмарінгена від 2010 року, вокаліст і саксофоніст групи «Charly and the Jivemates»,[8] перебуває у другому шлюбі, має чотирьох дітей;
- Альбрехт Йоганн (нар. 1954) — одружений з Наталі Рокабадо де Вьєтс, має двох дітей;
- Фердинанд (нар. 1960) — інженер та архітектор, одружений з графинею Ілоною Калнокі де Курушпатак, має трьох дітей.